# Alexander Dartsch
Alexander Dartsch (* 29. August 1994 in Rochlitz) ist ein deutscher Fußballspieler.

## Karriere
Dartsch begann seine Karriere 2001 beim Chemnitzer FC und wechselte 2010 in die Jugend des FC Erzgebirge Aue. Am 4. März 2012 kam er bei einem 1:1 gegen den FSV 63 Luckenwalde erstmals für die zweite Mannschaft in der fünftklassigen NOFV-Oberliga Süd zum Einsatz und erzielte dabei auch gleich sein erstes Tor zur zwischenzeitlichen 1:0-Führung nach 42 Minuten. Im Jahr 2013 fiel er mit einem Kreuzbandriss mehrere Monate aus.
Seit der Saison 2014/15 steht Dartsch auch im Kader der ersten Mannschaft und debütierte am 6. Dezember 2014 in der 2. Bundesliga. Er absolvierte in der Saison fünf Spiele und stieg mit Aue am Saisonende in die 3. Liga ab.
Zur Saison 2015/16 kehrte Dartsch zum ebenfalls drittklassigen Chemnitzer FC zurück. Er unterschrieb einen Vertrag mit einer Laufzeit bis zum 30. Juni 2017. Zur Spielzeit 2016/17 wurde er für ein Jahr an den Regionalligisten Eintracht Trier verliehen. Der Leihvertrag wurde bereits im Januar 2017 wieder aufgelöst und Dartsch wechselte anschließend leihweise zum Regionalligisten ZFC Meuselwitz. Nach dem Ende der Saison 2017/18 wurde Dartsch vom Chemnitzer FC kein neues Vertragsangebot unterbreitet, und er schloss sich dem ZFC Meuselwitz an.
Nachdem er dort zwei Jahre lang gespielt hatte, kehrte er zum Chemnitzer FC, der mittlerweile in der Regionalliga Nordost spielte, zurück. Nach einem halben Jahr wechselte er erneut zur ZFC Meuselwitz. Hier spielte er bis zum Januar 2022 und wechselte dann weiter zum Oberligisten VFC Plauen, wo auch sein älterer Bruder Philipp (* 1993) seit Jahren aktiv war. 
Anschließend wechselten die Geschwister im Sommer 2023 zusammen weiter bei den Kreisligisten SV Fortschritt Lunzenau, wo am Ende der ersten Spielzeit der Aufstieg in die Mittelsachsenliga gelang. 

## Erfolge
- Sachsenpokalsieger: 2020